# Eldledning
Eldledning är ett militärt begrepp med två näraliggande betydelser. Eldledning är dels aktiviteten att leda eld med artilleri och robotar, det vill säga att ange mål, beordra eld och vid behov ge order för att flytta elden om den inte ligger rätt. Eldledning är också ett vardagligt namn för en utrustning (eldledningssystem) som räknar ut bland annat hur artilleripjäser skall rikta för att träffa rätt i målet.